# James L. Reveal
James Lauritz Reveal (29 tháng 3 năm 1941 – 9 tháng 1 năm 2015) là một nhà thực vật học Hoa Kỳ nổi tiếng với những đóng góp về chi Eriogonum và các công trình khác của ông về tên trên chi. Trang web của ông tại PlantSystematics.org cũng trình bày tài liệu về phân loại thực vật bao gồm hệ thống Reveal. Ông đã xuất bản rộng rãi tác phẩm Quần thực vật Bắc Mỹ, là thành viên của Nhóm Phylogeny Angiosperm, và là một trong những tác giả của các hệ thống phân loại APG II và APG III.
Tại thời điểm qua đời, Reveal là giáo sư danh dự tại Đại học Maryland, giáo sư kiêm nhiệm tại Khoa Sinh học Thực vật của Đại học Cornell và người phụ trách danh dự tại Vườn Bách thảo New York.

## Tiểu sử

### Tuổi trẻ và giáo dục
James Lauritz Reveal được sinh ra vào ngày 29 tháng 3 năm 1941 tại Reno, Nevada bởi Arlene Hadfield Reveal và Jack Lilburn Reveal (1912-1988), lần lượt là thủ thư và một nhà thực vật học. Reveal theo học tại Đại học Bang Utah (Cử nhân Khoa học tự nhiên năm 1964, Thạc sĩ năm 1966) và nhận bằng tiến sĩ từ Đại học Brigham Young năm 1969. Ông có học bổng sau tiến sĩ của Viện Smithsonian từ năm 1967 đến 1969.

### Sự nghiệp
Năm 1969, Reveal gia nhập khoa Thực vật học tại Đại học Maryland với tư cách là giám đốc phòng tiêu bản thực vật Norton-Brown từ năm 1979 đến 1999. Trong nhiệm kỳ của ông, phòng tiêu bản Norton-Brown đã tích lũy một trong những bộ sưu tập lớn nhất về phân họ Eriogonoideae trên thế giới.
Mối quan tâm nghiên cứu của Reveal là thực vật ở miền Tây nước Mỹ, đặc biệt là các loài bị đe dọa và có nguy cơ tuyệt chủng. Ông đã nghiên cứu lịch sử khám phá thực vật ở Tân thế giới, cả danh pháp và phân loại thực vật, với nhiều nghiên cứu và bài viết của ông dành cho phân họ Eriogonoideae, thường được gọi là kiều mạch hoang dã. Nghiên cứu kết hợp lịch sử và thực vật học của ông đã dẫn đến các dự án về lịch sử thực vật của Maryland thời thuộc địa và về những khám phá thực vật trong Cuộc thám hiểm của Lewis và Clark, ông đã viết một số sách và bài báo về đề tài này. Là một nhà sưu tầm, tác giả và diễn giả nổi tiếng, Reveal đã thu thập hơn 9.000 mẫu vật thực vật từ Bắc Mỹ, Trung Mỹ và Trung Quốc, và xuất bản hơn 500 bài báo; ông đã được mời trình bày hơn 100 buổi diễn thuyết.
Là thành viên của Ủy ban các loài có nguy cơ tuyệt chủng của Viện Smithsonian (1974-1982), Reveal có nhiều điều kiện bổ sung các loài thực vật nguy cấp vào Đạo luật các loài có nguy cơ tuyệt chủng.
Reveal đã phát hiện hoặc xác định hơn năm mươi giống cây, hầu hết là thực vật có hoa ở Tây Nam nước Mỹ. Năm 1968, Reveal đã xác định được năm giống cây trồng mới tại một địa điểm thử nghiệm hạt nhân ở Nevada. Năm 1981, Reveal và Norlyn James Bodkin, khi đó là giáo sư thực vật học tại Đại học James Madison, đã xác định một giống hoa huệ mới, là loài thực vật mới đầu tiên dọc theo bờ biển phía đông Hoa Kỳ kể từ những năm 1940. Họ đặt tên cho giống mới của loài Peltandra virginica (tên tiếng Anh khác là Virginia Wake Robin) là Trillium pusillum var. monticulum (Shenandoah Wake Robin).
Năm 1978, Reveal kết hôn với đồng nghiệp tại Đại học Maryland, nhà thực vật học C. Rose Broome (sau này làm việc với Sở nghiên cứu nông nghiệp của Bộ Nông nghiệp Hoa Kỳ). Họ đã hợp tác trong nhiều dự án nghiên cứu, đáng chú ý nhất là các nghiên cứu thực vật về Maryland thuộc địa và các cuộc thám hiểm ở Mexico đã xác định hai giống cây trồng mới. Reveal đã giúp ghi lại hệ thực vật của Maryland, Mid-Atlantic và giúp đỡ tác phẩm năm 1979 của Broomeː Rare and Endangered Vascular Plant Species in Maryland.
Năm 1992, Gentle Conquest: The Botanical Discovery of North America được Reveal chú giải đã xuất bản. Gentle Conquest bao gồm lịch sử khám phá thực vật ở Tân thế giới từ khu định cư đầu tiên đến cuối biên giới phía Tây.
Reveal nghỉ hưu ở Khoa Thực vật học, Đại học Maryland năm 1999, nhưng vẫn hoạt động, tổ chức các cuộc hẹn danh dự trên cương vị Người phụ trách danh dự của Vườn thực vật New York (2003-2015) và Giáo sư kiêm nhiệm tại Đại học Cornell (2007-2015), làm việc trong Dự án Intermenez Flora và thu thập mẫu vật thực vật trên một số tiểu bang miền Tây Hoa Kỳ, bao gồm California, Colorado và Nevada. Ông đã có nhiều đóng góp cho website Discovering Lewis & Clark.
Vào năm 2009, Reveal đã nhận được giải thưởng Edgar T. Wherry của North American Rock Garden Society vì những đóng góp của ông cho chi Eriogonum. Reveal qua đời vào ngày 9 tháng 1 năm 2015 tại Ithaca, New York.

## Hệ thống Reveal
Reveal đã có đóng góp lớn cho hệ thông phân loại thực vật có hoa. Năm 1997 ông đã xuất bản trực tuyến hệ thống phân loại của mình thành mười phần dưới dạng các ghi chú bài giảng so sánh các hệ thống chính được sử dụng tại thời điểm đó, nhưng không kèm theo nguyên nhân.
Sau Reveal này đã trở thành thành viên Nhóm Phylogeny Angiosperm (APG) đã nhất trí về hệ thống APG II (2003) và hệ thống APG III (2009). Mặc dù các hệ thống này thay thế phần lớn các hệ thống phân loại thực vật trước và hiện có, ông cũng hợp tác với Robert F. Thorne (2007) để tiếp tục phát triển hệ thống của riêng mình.

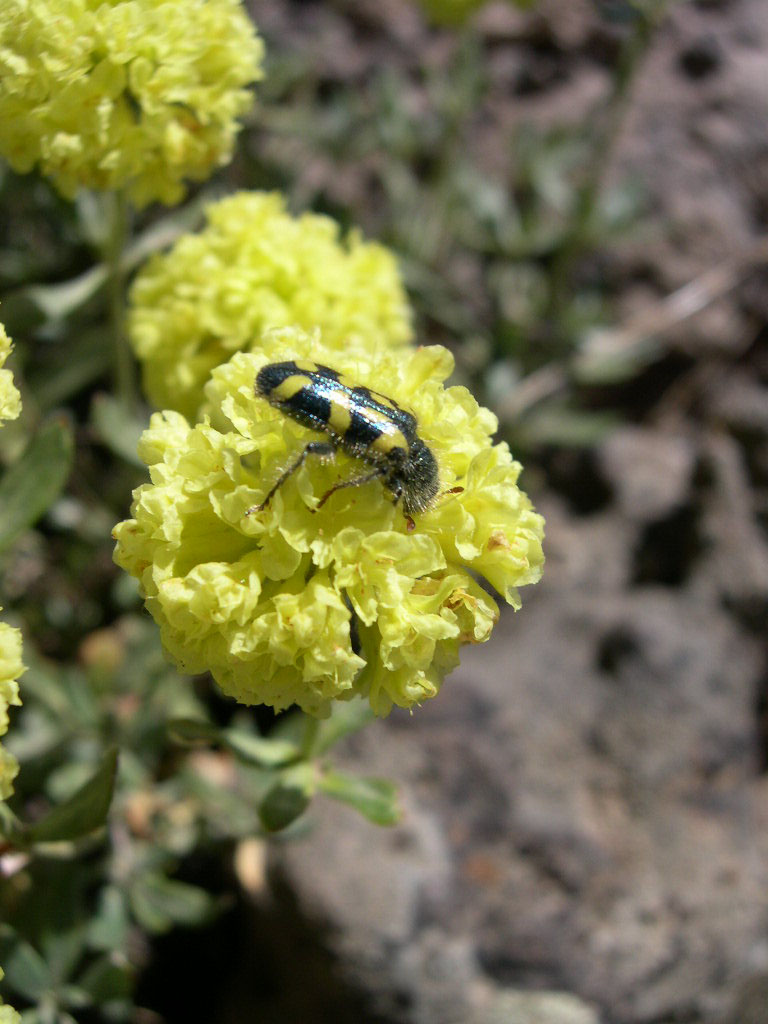
Eriogonum - một chi kiều mạch hoang dã có nguồn gốc từ Bắc Mỹ mà James Reveal đã nghiên cứu cả đời.

## Di sản
Reveal đã đóng góp lớn cho hệ thống phân loại phân họ Eriogonoideae và các họ khác. Đối với nhiều đóng góp của ông cho thực vật học, bảy loài và một chi đã được đặt tên để vinh danh ông.
- Castilleja revealii N. H. Holmgren (Orobanchaceae)
- Eriogonum revealianum S. L. Welsh (tên đồng danh E. corymbosum var. revealianum (S. L. Welsh) Reveal) (Polygonaceae)
- Montanoa revealii H. Rob. (Asteraceae)
- Rumfordia reveallii H. Rob. (Asteraceae)
- Koanophyllon revealii Turner (Asteraceae)
- Cupressus revealiana (Silba) Bisbee (Cupressaceae)
- Oreocarya revealii W. A. Weber & R. C. Witmann (Boraginaceae)
- Revealia R. M. King & H. Rob. (Asteraceae)

## Các nghiên cứu tiêu biểu
Xem C.V.
- Reveal, J.L. (ngày 2 tháng 4 năm 2012). "An outline of a classification scheme for extant flowering plants" (PDF). Phytoneuron. Số 37. tr. 1–221. Truy cập ngày 2 tháng 1 năm 2016.{{Chú thích tạp chí}}:  Quản lý CS1: ref trùng mặc định (liên kết)
- Reveal, J.L. 2012. Newly required infrafamilial names mandated by changes in the Code of nomenclature for algae, fungi and plants. Phytoneuron 2012-33: 1–32.
- Reveal, J.L. 2011. New ordinal names established by changes to the botanical code. Phytotaxa 30: 42–44.
- Reveal, J.L.; Chase, M.W. (2011). "APG III: Bibliographical Information and Synonymy of Magnoliidae" (PDF). Phytotaxa. Quyển 19. tr. 71–134. doi:10.11646/phytotaxa.19.1.4.
- Reveal, James L. (ngày 30 tháng 4 năm 2011). "Summary of recent systems of angiosperm classification". Kew Bulletin. Quyển 66 số 1. tr. 5–48. doi:10.1007/s12225-011-9259-y.
- Reveal, James L. (ngày 18 tháng 6 năm 2010). "A checklist of familial and suprafamilial names for extant vascular plants". Phytotaxa. Quyển 6. tr. 1–402. doi:10.11646/phytotaxa.6.1.1.
- Chase, Mark W; Reveal, James L (2009). "A phylogenetic classification of the land plants to accompany APG III" (PDF). Botanical Journal of the Linnean Society. Quyển 161 số 2. tr. 122–127. doi:10.1111/j.1095-8339.2009.01002.x. Truy cập ngày 21 tháng 4 năm 2015.{{Chú thích tạp chí}}:  Quản lý CS1: ref trùng mặc định (liên kết)
- Angiosperm Phylogeny Group III (2009), "An update of the Angiosperm Phylogeny Group classification for the orders and families of flowering plants: APG III", Botanical Journal of the Linnean Society, 161 (2), Bremer, B., K. Bremer, M.W. Chase, M.F. Fay, J.L. Reveal, D.E. Soltis, P.S. Soltis & P.F. Stevens: 105–121, doi:10.1111/j.1095-8339.2009.00996.x, Bản gốc lưu trữ ngày 25 tháng 5 năm 2017
- Chase, M.W., J.L. Reveal & M.F. Fay. 2009. A subfamilial classification for the expanded asparagalean families Amaryllidaceae, Asparagaceae and Xanthorrhoeaceae. Bot. J. Linn. Soc. 161: 132–136.
- Doweld, A. & J.L. Reveal. 2008. New suprageneric names for vascular plants. Phytologia 90: 416–417.
- Thorne, Robert F.; Reveal, James L. (tháng 4 năm 2007). "An Updated Classification of the Class Magnoliopsida ("Angiospermae")". The Botanical Review. Quyển 73 số 2. tr. 67–181. doi:10.1663/0006-8101(2007)73[67:AUCOTC]2.0.CO;2.
- Hoogland, Ruurd D.; Reveal, James L. (tháng 1 năm 2005). "Index Nominum Familiarum Plantarum Vascularium". The Botanical Review. Quyển 71 số 1. tr. 1–291. doi:10.1663/0006-8101(2005)071[0001:INFPV]2.0.CO;2. JSTOR 4354495.
- Angiosperm Phylogeny Group II (2003), "An update of the Angiosperm Phylogeny Group classification for the orders and families of flowering plants: APG II" (PDF), Botanical Journal of the Linnean Society, 141 (4), Bremer, B., K. Bremer, M.W. Chase, J.L. Reveal, D.E. Soltis, P.S. Soltis & P.F. Stevens: 399–436, doi:10.1046/j.1095-8339.2003.t01-1-00158.x, Bản gốc (PDF) lưu trữ ngày 24 tháng 12 năm 2010
- Reveal, J.L. & J.C. Pires. 2002. "Phylogeny and classification of the monocotyledons: An update," pp. 3–36. In: Flora of North America Editorial Committee (ed.), Flora of North America north of Mexico. Vol. 26. Oxford University Press, New York and Oxford.
- Kiger, R.W. & J.L. Reveal. 2000. A comprehensive scheme for standardized abbreviation of usable plant-family names and type-based suprafamilial names. Huntia 11: 55–84. Update 2005
- Reveal, J.L. & A.B. Doweld. 1999. Validation of some suprageneric names in Magnoliophyta. Novon 9: 549–553.
- Reveal, J.L. 1998. Seventeen proposals to amend the Code on suprageneric names. Taxon 47: 183–192.
- Reveal, J.L. 1996. Newly required suprageneric names in Magnoliophyta. Phytologia 79: 68–76.
- Reveal, J.L. 1996. "What's in a name: Identifying plants in pre-Linnaean botanical literature," pp. 57–90. In: B. Holland (ed.), Prospecting for drugs in ancient and medieval European texts: A scientific approach. Harword Academic Publishers, Paris.
- Reveal, J.L. 1996. A guide to scientific names of vascular plants. Probe 6(July): 16–17.
- Reveal, J.L. 1994. New supraordinal names in Magnoliophyta and the recognition of five classes in the division. Phytologia 76: 1–7.
- Hoogland, R.D. & J.L. Reveal. 1993. "Vascular plant family names in current use," pp 15–60. In: W. Greuter (ed.), NCU-1. Family names in current use for vascular plants, bryophytes, and fungi. Koeltz Scientific Books, Konigstein, Germany
- Jarvis, C.E., F.R. Barrie, D. Allan & J.L. Reveal. 1993. A list of Linnaean generic names and their types. Koeltz Scientific Books, Konigstein, Germany. 100 pp.
- Reveal, J.L. 1993. "Flowering plant families: An overview," pp. 294–330. In: Flora of North America Editorial Committee (ed.), Flora of North America north of Mexico. Vol. 1. Oxford University Press, New York and Oxford.
- Reveal, J.L. 1993. New ordinal names for extant vascular plants. Phytologia 74: 173–177.
- Reveal, J.L. 1993. New subclass and supraordinal names for extant vascular plants. Phytologia 74: 178–179.
- Reveal, J.L. 1993. Automatically typified supraordinal and ordinal names for the flowering plants (Magnoliophyta as recognized by Thorne (1992) and arranged following the principles of priority, autonymy and the substitution of alternative names. Phytologia 74: 193–202.
- Reveal, J.L. 1993. A splitter's guide to the higher taxa of the flowering plants (Magnoliophyta) generally arranged to follow the sequence proposed by Thorne (1992) with certain modifications. Phytologia 74: 203–263.
- Reveal, J.L. 1993. A preliminary list of validly published automatically typified ordinal names of vascular plants. Taxon 42: 825–844.
- Reveal, J.L. 1992. Validation of subclass and supraordinal names in Magnoliophyta. Novon 2: 235–237.
- Reveal, J.L. 1992. Validation of ordinal names of extant vascular plants. Novon 2: 238–240.
- Reveal, J.L. & R.D. Hoogland. 1992. [Family nomenclature for] "Part 2. Families and genera alphabetically in major groups", p. 461–751. In: R.K. Brummitt (comp.), Vascular plant families and genera. Royal Botanic Garden, Kew.
- Reveal, J.L. & R.D. Hoogland. 1991. "Protected plant family names – a new list for consideration," p. 243–249. In: D.L. Hawksworth (ed.), Improving the stability of names: Needs and options. Koeltz Scientific Books, Königstein/Taunus, Germany.
- Reveal, J.L. & R.D. Hoogland. 1991. Validation of three family names in the Magnoliophyta. Bull. Mus. Natl. Hist. Nat. ser. 4, sect. B Adansonia 13: 91–93.
- Reveal, J.L. & R.D. Hoogland. 1991. Conservation proposals for three generic names of Magnoliophyta. Taxon 40: 650–652.
- Reveal, J.L. 1983. The need for an index to infra-taxonomic entities. Taxon 32: 622.
- Reveal, J.L. & H.G. Bedell. 1983. Add the rank superorder denoted by -anae. Taxon 32: 661–662.
- Bedell, H.G. & J.L. Reveal. 1982. An outline and index to Takhtajan's 1980 classification of flowering plants. Taxon 31: 211–232.
- Bedell, H.G. & J.L. Reveal. 1982. Amended outlines and indices for six recently published systems of angiosperm classification. Phytologia 51: 65–156.
- Bedell, H.G. & J.L. Reveal. 1982. A synoptical review of a revised classification of Liliopsida (Magnoliophyta) as proposed by Dahlgren and Clifford. Phytologia 52: 179–183.

### Công trình website
- Reveal, James L (ngày 9 tháng 4 năm 2012). "Indices Nominum Supragenericorum Plantarum Vascularium: Alphabetical Listing by Genera of Validly Published Suprageneric Names". Plant Biology. Truy cập ngày 13 tháng 2 năm 2020.
- 2008 Indices Nominum Supragenericorum Plantarum Vascularium: Alphabetical Listing by Genera of Validly Published Suprageneric Names
- 2007 Classification of extant Vascular Plant Families - An expanded family scheme
- Reveal, James L (ngày 1 tháng 10 năm 2007). "Indices Nominum Supragenericorum Plantarum Vascularium". Plant systematics. University of Maryland: Norton-Brown Herbarium. Truy cập ngày 12 tháng 1 năm 2016.
- Reveal, James L (ngày 21 tháng 9 năm 2005). "Latest NEWS on Vascular Plant Family Nomenclature". Plant systematics. University of Maryland: Norton-Brown Herbarium. Truy cập ngày 12 tháng 1 năm 2016.
- Reveal, James L (ngày 1 tháng 3 năm 2003). "Supraordinal Names of Extant Vascular Plants: Subkingdom, Superdivision, Division, Subdivision, Class and Subclass Names". Plant systematics. University of Maryland: Norton-Brown Herbarium. Truy cập ngày 12 tháng 1 năm 2016.
- 2001 Vascular Plant Family Nomenclature: Names in Current Use
- Reveal, James L (ngày 20 tháng 7 năm 2000). "Latest NEWS on Vascular Plant Family Nomenclature". Plant systematics. University of Maryland: Norton-Brown Herbarium. Bản gốc lưu trữ ngày 31 tháng 5 năm 2022. Truy cập ngày 14 tháng 1 năm 2016.
- 2000 A New Classification of the Monocotyledonous Angiosperms by Chase et al.
- 1999 Advanced Plant Taxonomy Spring Semester
- 1999 Vascular Plant Family Nomenclature: Fate of Suprageneric Proposals at the St. Louis Nomenclature Session for the XVI International Botanical Congress
- 1999 Conspectus of the monocotyledonous angiosperm families in The Families and Genera of Vascular Plants by Kubitzki.
- 1999 A New Provision and Three Examples for Art. 35 of the International Code of Botanical Nomenclature.
- 1999 Vascular Plant Family Nomenclature: Impact of the Failure to Introduce Art. 16, Prop. F to the International Code of Botanical Nomenclature
- 1999 Notes and nomenclatural additions to "An updated classification of the Monocotyledoneae" by Robert F. Thorne.
- 1997 Summary classification of vascular plants.
- 1997 Reveal system of classification: Magnoliophyta.
- 1997 Introduction to "A revised classification of the angiosperms by Robert F. Thorne."
- 1997 Errata for the suprafamilial nomenclature used by Cronquist in his An Integrated System of Classification of Flowering Plants (1981).
- 1997 USDA-APHIS – Concordance of family names.
- Reveal, James L (ngày 22 tháng 11 năm 1998). "Vascular Plant Family Nomenclature: Lists of the Flowering Plant Taxa Accepted by Cronquist, Dahlgren, Reveal, Takhtajan & Thorne". Plant Systematics. University of Maryland: Norton-Brown Herbarium. Truy cập ngày 10 tháng 1 năm 2016.{{Chú thích web}}:  Quản lý CS1: ref trùng mặc định (liên kết)
  - Cronquist System of Angiosperm Classification
  - Dahlgren system
  - Reveal, James L (ngày 5 tháng 11 năm 1997). "Reveal System of Classification" (pbio 250 Lecture Notes). Plant Systematics. University of Maryland: Norton-Brown Herbarium. Truy cập ngày 10 tháng 1 năm 2016.{{Chú thích web}}:  Quản lý CS1: ref trùng mặc định (liên kết)
  - Reveal, James L (ngày 5 tháng 11 năm 1997). "Takhtajan System of Classification" (pbio 250 Lecture Notes). Plant Systematics. University of Maryland: Norton-Brown Herbarium. Truy cập ngày 10 tháng 1 năm 2016.
  - Reveal, James L (ngày 5 tháng 11 năm 1997). "Thorne System of Classification" (pbio 250 Lecture Notes). Plant Systematics. University of Maryland: Norton-Brown Herbarium. Truy cập ngày 10 tháng 1 năm 2016.
- 1996–2008 Indices nominum familiarum plantarum vascularium. Phylogenetic systems of classification of extant vascular plant families
- 1996–2004 Vascular plant family nomenclature
- 1996 Full family nomenclature from the Indices nominum familiarum plantarum vascularium Project," in H.D. Wilson (http://www.plantsystematics.org/reveal/pbio/pb250/thor1.htmled.), Magnoliophyta Lưu trữ ngày 6 tháng 10 năm 2011 tại Wayback Machine
- 1995 Indices nominum supragenericorum plantarum vascularium.
- 1994 Reveal, J.L. & J.S. Pringle. Taxonomic botany and floristics.
- 1993 Flora of North America north of Mexico: FLOWERING PLANT FAMILIES: AN OVERVIEW